# 닌자 용검전 (패밀리 컴퓨터 게임)
《닌자 용검전》(일본어: 忍者龍剣伝)은 테크모가 제작한 패밀리 컴퓨터용 핵 앤 슬래시 플랫폼 게임이다. 같은 회사의 동명의 아케이드용 게임과 개발이 동시에 진행된 작품으로, 일본에서 1988년 12월 처음 발매됐다. 북미 지역에서는 1989년 3월 《닌자 가이덴》이라는 제목으로, 유럽 지역에선 1991년 8월 《섀도 워리어즈》라는 제목으로 출시됐다.
이야기의 주인공은 살해당한 아버지의 원수를 갚기 위해 여행중인 닌자 하야부사 류로, 여행 도중 미국에서 '자퀴오'라는 자가 두 개의 석상으로 나뉘어 봉인된 힘을 이용해 세상을 지배하는 야욕을 막기 위해 분투를 벌이게 된다. 동시대에 패밀리 컴퓨터로 출시된 《캐슬바니아》 시리즈와 마찬가지로 횡스크롤 게임플레이 방식으로 진행하며, 플레이어는 카타나와 보조무기를 사용할 수 있는 류를 조종해 6개의 막으로 이뤄진 총 20개의 스테이지를 돌파해야 한다.
당시 테크모의 개발자 요시자와 히데오가 기획했으며, 그가 디자인한 작품들 중 가장 상업적으로 성공한 게임이라 회고했다. 출시 당시 《닌자 용검전》은 애니메이션을 연상케 하는 장면들로 구성된 미려한 그래픽을 선보여 호평을 받았으나, 후반부의 불합리한 난이도는 지적을 받았다.
패밀리 컴퓨터용 후속작으로 1990년 《닌자 용검전 II: 암흑의 사신검》과 1991년 《닌자 용검전 III: 황천의 방주》, 총 두 편이 출시됐다. 1992년 PC 엔진 이식판이 발매됐으며, 1995년에 슈퍼 패미컴으로 발매된 삼부작 합본 《닌자 용검전 도모에》에 수록됐다.

## 개발 및 출시
패밀리 컴퓨터용 《닌자 용검전》은 요시자와 히데오(게임 스태프롤 내 이름 '사쿠라자키 (Sakurazaki)')가 기획했다. 게임 내에 등장하는 애니메이션 및 그래픽, 그리고 설명서의 삽화는 카토 마사토(스태프롤 이름 '런마루 (Runmaru)')가 담당했다.
《닌자 용검전》의 첫 공개는 일본 잡지 〈패밀리 컴퓨터 매거진〉 1988년 1월 15일호를 통해 이뤄졌다. 이 때 개발명은 《닌자 가이덴》이었는데, 이는 후일 북미판 제목으로 쓰였다. 1988년 12월 9일, 일본 지역에서 처음으로 《닌자 용검전》이 발매됐다.

## 참조

### 내용주
1. ↑  영어: Ninja Gaiden
2. ↑  영어: Shadow Warriors